# Джоанн Фокс
Джоанн Фокс (англ. Joanne Fox, 12 червня 1979) — австралійська ватерполістка.
Олімпійська чемпіонка 2000 року, учасниця 2004 року.